# Dynoides castroi
Dynoides castroi är en kräftdjursart som beskrevs av Loyola e Silva 1960. Dynoides castroi ingår i släktet Dynoides och familjen klotkräftor. Inga underarter finns listade i Catalogue of Life.